# Anthophora albobarbata
Anthophora albobarbata är en biart som beskrevs av Hans Hedicke 1936. Anthophora albobarbata ingår i släktet pälsbin, och familjen långtungebin. Inga underarter finns listade i Catalogue of Life.